# Francesco Vanderjeugd
Francesco Vanderjeugd (Roeselare, 3 februari 1988) is een voormalig Belgisch politicus voor Open Vld.

## Levensloop
Francesco Vanderjeugd groeide op in Staden, liep er school en was er lid van de lokale Chiro-afdeling. Op vijftienjarige leeftijd besloot hij een beroepsopleiding tot kapper te volgen bij Syntra West. Hij leerde het beroep tijdens enkele jaren opleiding in een kapperszaak in Roeselare en opende in december 2011 zijn eigen kapperszaak in Staden.

### Politiek

#### Lokale politiek
Vanderjeugd nam voor het eerst deel aan de gemeenteraadsverkiezingen van 8 oktober 2006, toen hij net achttien was geworden. Hij slaagde erin om vanop de zesde plaats op de lijst 'Samen' verkozen te worden. In 2009 volgde Vanderjeugd zijn dorpsgenoot Bart Bostoen op als voorzitter van Jong VLD Staden, een functie die hij uitoefende tot eind 2011. Bij de gemeenteraadsverkiezingen van oktober 2012 verdubbelde Francesco Vanderjeugd, intussen lijsttrekker op een zuiver liberale Open Vld-lijst, zijn aantal voorkeurstemmen. Samen met N-VA en sp.a brak hij de absolute meerderheid van CD&V in Staden, waarop de drie partijen een nieuwe bestuursmeerderheid op de been brachten. Vanderjeugd werd in januari 2013 burgemeester van de gemeente. Op dat moment was hij de jongste burgemeester van België. Vanderjeugd koos ervoor om zijn functie als burgemeester te combineren met het uitbaten van zijn kapsalon. Bij de verkiezingen van oktober 2018 haalde zijn partij een absolute meerderheid en kon Vanderjeugd burgemeester blijven.
Eind 2021 kwam Vanderjeugd in opspraak voor mogelijke belangenvermenging bij vastgoeddeals, waarbij hij zijn voorkennis als burgemeester zouden gebruikt hebben om huizen en grond aan te kopen en te verkopen die door vergunde bouwprojecten in waarde zouden stijgen. Het parket opende een onderzoek en in juni 2022 begon ook Audit Vlaanderen een bijkomend forensisch onderzoek. Vanderjeugd ontkende dat hij met voorkennis heeft gehandeld. In oktober 2022 werd de gemeente Staden na de doorlichting door Audit Vlaanderen door de Vlaamse overheid onder verscherpt toezicht geplaatst en in maart 2024 besliste het West-Vlaamse parket om Vanderjeugd, na afronding van het onderzoek, voor de rechter te dagen voor belangenvermenging. In maart 2025 werd hij in eerste aanleg veroordeeld tot een jaar cel met uitstel, 24.000 euro boete en een verbeurdverklaring van 178.000 euro voor belangenvermenging en verduistering. Hij werd bovendien voor tien jaar uit zijn burgerrechten ontzet, waardoor hij onder meer niet meer aan actieve politiek kan doen. Vanderjeugd besloot in beroep te gaan.
In 2024 werd Vanderjeugd het voorwerp van een onderzoek bij Open Vld, nadat hij op een verkiezingsevenement aan enkele jongeren ongevraagd een seksueel getint filmpje had getoond. Vanderjeugd erkende de feiten en excuseerde zich naar eigen zeggen bij de vrouw die in het filmpje samen met hem te zien was. Enkele dagen later zag hij als gevolg hiervan af van deelname aan de lokale verkiezingen van oktober 2024. Open Vld beraadde zich over het uitzetten van Vanderjeugd uit de partij. Toen hij veroordeeld werd voor belangenvermenging en verduistering was hij geen lid meer.
In december 2024 liep zijn mandaat als burgemeester af.

#### Parlementslid
In 2014 werd Francesco Vanderjeugd door Open Vld gevraagd voor de derde plaats op de Vlaamse lijst voor kieskring West-Vlaanderen. Vanderjeugd werd met 12.000 voorkeurstemmen verkozen en legde op 25 juni 2014 de eed af als Vlaams Parlementslid. Om zich te concentreren op zijn politieke functies nam hij na zijn verkiezing in het Vlaams Parlement enkel nog het management van zijn kapsalon op zich. In het Vlaams Parlement werd Vanderjeugd vast lid van de Commissie Landbouw, Visserij en Platteland en plaatsvervangend lid van de commissie Onderwijs en Cultuur, Sport en Jeugd.
Als parlementslid werd Francesco Vanderjeugd gevraagd om het Vlaams Parlement te vertegenwoordigen op het G2OO Youth Forum in Garmisch-Partenkirchen. Daar ontving hij van de G200-organisatie een Angel Award “for his active role in society as founder of Lakosta For Charity and his political achievements” (voor zijn actieve rol in de maatschappij als stichter van Lakosta For Charity en zijn politieke prestaties).
Voor de Vlaamse verkiezingen van mei 2019 stond hij vrijwillig zijn derde plaats op de West-Vlaamse lijst af aan Mercedes Van Volcem, die misnoegd was over de plaats die ze initieel had gekregen. Hij zakte naar de vierde plaats. De partij behaalde bij de verkiezingen drie zetels. Francesco Vanderjeugd haalde 18.000 voorkeurstemmen, op lijsttrekker Bart Tommelein na de sterkste persoonlijke score op de lijst, maar door het systeem van lijststemmen werd hij niet verkozen. Hierdoor kwam er een einde aan zijn parlementaire loopbaan.
In juni 2019, kort na de verkiezingen van mei, kondigde Vanderjeugd aan dat hij zich kandidaat stelde als voorzitter bij Open Vld. Nadat zijn "politieke mentor" Bart Tommelein zich eveneens kandidaat stelde, trok hij in januari 2020 zijn kandidatuur in. Enkele maanden later, in mei 2020, werd hij verkozen in het partijbestuur van Open Vld.
Bij de federale verkiezingen van juni 2024 bekleedde Vanderjeugd initieel de positie van eerste opvolger op de West-Vlaamse Open Vld-lijst. Naar aanleiding van zijn dagvaarding voor de rechtbank voor belangenvermenging (zie eerder) besloot hij echter een lagere plek op de lijst in te nemen en werd hij tweede opvolger.